# Periglossum
Periglossum es un género de plantas fanerógamas de la familia Apocynaceae. Contiene cinco especies. Es originario de África en Mozambique.
Probablemente es sinónimo de Cordylogyne E.Mey..

## Descripción
Son hierbas erectas que alcanza los 30-80 cm de altura, ramificadas, los órganos subterráneos son tubérculos en forma de zanahoria.  Brotes anuales, con baja densidad, puberuloso, a lo largo de una sola línea o a lo largo de dos líneas. Las hojas son sésiles, ligeramente ascendentes y de propagación horizontal; hojas de herbáceas, de 5-12 cm de largo, 0.1-0.3 cm de ancho, lineales, basalmente truncadas, el ápice agudo, ligeramente revoluto, adaxial glabra, abaxialmente glabra.
Las inflorescencias son extra-axilares, solitarias, más cortas que las hojas adyacentes, con 6-15 flores, simples,  pedunculadas, con los pedúnculos mucho más largos que los pedicelos, puberuloso, a lo largo de una sola línea;  abaxialmente con tricomas.

## Taxonomía
El género fue descrito por Joseph Decaisne y publicado en Prodromus Systematis Naturalis Regni Vegetabilis 8: 520. 1844.

## Especies
- Periglossum angustifolium DC.
- Periglossum kaessnerianum' Schltr.
- Periglossum macrum Decne.
- Periglossum mkenii Harv.
- Periglossum mossambicense Schltr.